# Veronica perbella
Veronica perbella är en grobladsväxtart som först beskrevs av De Lange, och fick sitt nu gällande namn av Garn.-jones. Veronica perbella ingår i släktet veronikor, och familjen grobladsväxter. Inga underarter finns listade i Catalogue of Life.